# Арройо, Карлос
Карлос Альберто Арройо Бермудес (англ. Carlos Alberto Arroyo Bermúdez; родился 30 июля 1979 года в Фахардо, Пуэрто-Рико) — пуэрто-риканский профессиональный баскетболист, разыгрывающий защитник, бывший игрок национальной команды Пуэрто-Рико. Ранее Арройо выступал за клубы НБА «Торонто Рэпторс», «Юта Джаз», «Денвер Наггетс», «Детройт Пистонс», «Орландо Мэджик», «Майами Хит» и «Бостон Селтикс». В сезоне 2008-09 в составе «Маккаби» (Тель-Авив) стал чемпионом Израиля и был признан MVP финального матча. Также ранее выступал за клубы Испании, Турции и Пуэрто-Рико. Арройо выступал в составе сборной команды Пуэрто-Рико, которая обыграла на Олимпиаде 2004 года команду США. В составе сборной выступал на чемпионате мира 2006 года в Японии.

## Карьера баскетболиста

### Клубная карьера
Начинал карьеру в чемпионате Пуэрто-Рико, где дебютировал за команду из родного города «Фахардо Каридурос», затем перешёл в «Кангрехерос де Сантурсе», в котором отыграл пять сезонов. Вместе с Арройо в команде играл известный баскетболист, игрок национальной сборной Пуэрто-Рико Хосе Ортис. В составе «Крабберс» Арройо пять раз за шесть лет становился чемпионом Пуэрто-Рико — в 1998, 1999, 2000, 2001 и 2003 годах.
С 1998 по 2001 год Арройо учился в Флоридском международном университете, где выступал за баскетбольную команду колледжа «Голден Пантерс». Карлос окончил программу бакалавриата, отучившись четыре года и параллельно установил несколько рекордов колледжа, в том числе наибольшее количество отданных результативных передач за период обучения: 459. Также Арройо стал единственным игроком колледжа, которому удалось набрать за сезон более 600 очков. Также он занимает второе место по показателю набранных очков — 1600 за период обучения, в среднем 16 очков и 4,6 результативных передач за матч.
Также Арройо был выбран в команду всех звёзд Конференции Сан Белт. 5 января 2007 года Международный университет штата Флориды провёл церемонию, на которой игровой номер Арройо (30) был изъят из обращения.
После окончания колледжа Арройо подписал контракт с клубом НБА «Торонто Рэпторс» на сезон 2001-02, однако уже в январе 2002 года отказались от его услуг. Практически сразу же после этого игрок отправился в испанскую лигу, где выступал за «Тау Керамику», пока в марте этого же года не был подписан «Денвер Наггетс». Всего за команды НБА в этот период Арройо выходил в семнадцати матчах за «Рэпторс» и в двадцати за «Наггетс», после чего его дебютный сезон в НБА закончился. В среднем он проводил на площадке 9,7 минут.

#### «Юта Джаз»
В сезоне НБА 2002-03 Арройо вышел в составе «Юты Джаз». В первом сезоне игрок не проводил на площадке много времени, так как был третьим разыгрывающим защитником в команде, первым и вторым номерами были Джон Стоктон и Марк Джексон. Однако, при таких учителях Арройо мог прогрессировать. По окончании сезона Стоктон завершил игровую карьеру, а в межсезонье в «Хьюстон Рокетс» ушёл Джексон, в итоге Арройо стал первым кандидатом на роль разыгрывающего. Вместе со Стоктоном ушёл и Карл Мэлоун, который решил продолжить карьеру в «Лос-Анджелес Лейкерс». Казалось, что «Джаз» отведена незавидная роль аутсайдера. Однако вопреки этому, оставшиеся в команде игроки сплотились и показали, что могут играть на равных с лидерами сильного Среднезападного дивизиона. Атаки разгонял Арройо, а «Джаз» финишировали с впечатляющим результатом 42-40, но остановились в шаге от плей-офф. Арройо установил лучшие показатели за сезон в карьере, набирая в среднем за матч 12,6 очка и отдавая 5 результативных передач. 14 ноября в матче против «Миннесоты» он установил личный рекорд в 30 набранных очков — лучший результат для пуэрто-риканского игрока в НБА.

#### «Детройт Пистонс»
В сезоне 2004-05 у игрока начались разногласия со Слоуном, в результате чего он потерял место в основе. Итогом стал обмен в «Детройт Пистонс», откуда «Джаз» получили ветерана Элдена Кэмпбелла и право на будущий драфт первого круга. В финале плей-офф «Детройту» не хватило одного матча для того, чтобы в его составе появился второй по счёту пуэрториканец-чемпион НБА. Некоторые газеты, в том числе испаноязычная The Hispanic NBA Finals (за «Пистонс» выступал Арройо, а за «Сан-Антонио» выступал аргентинец Ману Жинобили), отмечали, что «шпоры» победили лишь в семи матчах, а в последнем матче серии (который «Спёрс» выиграли со счётом 81-74) Арройо оказался заложником стиля игры Ларри Брауна, который предпочёл защиту мощному нападению.
С другим тренером «Пистонс», Флипом Сондерсом, Арройо получил больше игрового времени и стал приносить больше пользы команде. Несмотря на то, что игрок проводил на площадке меньше времени, чем некоторые другие, он несколько раз за сезон лидировал по количеству результативных передач. Однако позднее количество игрового времени вновь начало уменьшаться.
11 января 2006 года Арройо был обвинён в том, что 10 января он столкнулся с должностным лицом после матча «Пистонс» с «Нью-Орлеан Хорнетс».

#### «Орландо Мэджик»
15 февраля 2006 года Арройо вместе с Дарко Миличичем в рамках сделки отправился из «Детройта» в «Орландо Мэджик». В обратном направлении последовал Келвин Като и пик первого раунда будущего драфта. Вместе с Арройо и Миличичем в обойму «Мэджик» после травмы вернулся разыгрывающий Джамир Нельсон, с ними команда выдала потрясающий отрезок последней части сезона 2005-06, закончив его с результатом 12 побед при 3 поражениях и остановившись в шаге от плей-офф. В рамках отрезка команда выдала восьмиматчевую победную серию, обыграв «Даллас Маверикс», «Сан-Антонио Спёрс», «Майами Хит» и «Детройт Пистонс». В этих матчах Арройо выходил со скамейки в среднем на 22,1 минуту, набирал 10,8 очка, отдавал 2,8 результативные передачи и совершал 2,2 подбора. В итоге Карлос смог стать в составе «Мэджик» вторым разыгрывающим после Нельсона. Статистика игрока также улучшилась по сравнению с «Пистонс», где он мог рассчитывать всего на 12 минут. 3 марта 2006 года в матче против «Финикс Санз» Арройо набрал лучшие в сезоне 21 очко. 9 апреля 2006 года у игрока была диагностирована травма левого подколенного сухожилия, он не принял участие в четырёх играх, а 17 апреля вновь вернулся на площадку и в последней игре сезоне набрал 17 очков.
Сезон 2006-07 года в НБА Арройо начал как второй разыгрывающий, однако «рулевой» «Орландо» Брайан Хилл в ходе сезона отдавал предпочтение защитным построениям, в связи с чем статистика игрока ухудшилась.
Сезон 2007-08 команда начала с новым главным тренером, которым стал Стэн Ван Ганди. Арройо вновь вернулся на позицию второго разыгрывающего. 28 ноября 2007 года в матче против «Сиэтл Суперсоникс» Арройо отдал лучшие в карьере 14 результативных передач. 29 декабря 2007 года Арройо начал игру в основе, так как Нельсон переживал игровой спад. При Нельсоне в стартовой пятёрке команда в среднем совершала 17 потерь за матч, а также в 10 из 17 матчей он не набирал двузначного количества очков. Ван Ганди провёл несколько бесед по поводу того, как должны играть лидеры команды, а также изменил стартовый состав. С Арройо в старте в первых трёх матчах количество потерь за матч сократилось до 11. Кроме того, во всех этих матчах защитник набирал более 10 очков, а также раздал 17 результативных передач. В январе Арройо был игроком основы, а команда выиграла пять из шести матчей.
Однако 6 февраля 2008 года Арройо отыграл всего 5 минут, а затем был заменен Нельсоном. После этого его игровое время вновь стало уменьшаться. 11 февраля Арройо сыграл менее 10 минут, набрал 7 очков. После этого, он вышел на площадку только 1 марта. В интервью пуэрто-риканской газете El Nuevo Día тренер Ван Ганди сказал, что в настоящее время предпочитает выпускать в качестве второго разыгрывающего Кейона Дулинга. Из-за повреждений Нельсона и Дулинга свой шанс вновь получил Арройо. Он вновь вернулся в стартовый состав, отыграл 41 минуту, набрал 13 очков и отдал 8 результативных передач. К концу сезона 2007-08 Арройо стал свободным агентом. В интервью он заявлял, что был бы не прочь вернуться в «Орландо», но ждет предложений от «Нью-Йорк Никс» и «Майами Хит».

#### Европа
Впервые Арройо сыграл в Евролиге в сезоне 2001-02, во время краткого пребывания в испанской «Тау Керамике». Затем он вернулся в НБА. Летом 2008 года игрок подписал трёхлетний контракт с израильским клубом «Маккаби» (Тель-Авив). Клуб оплачивал все расходы и включал дополнительные опции по итогам первых двух сезонов. Контракт оценивался в $7,5 млн. Так после шести сезонов в НБА Арройо вновь вернулся в Европу.
По окончании сезона 2008-09 Арройо стал чемпионом Израиля, а также был признан MVP финала. В команде он в среднем набирал 15,3 очка (при точности бросков 51,6 %) за 31 минуту на площадке.

#### «Майами Хит»

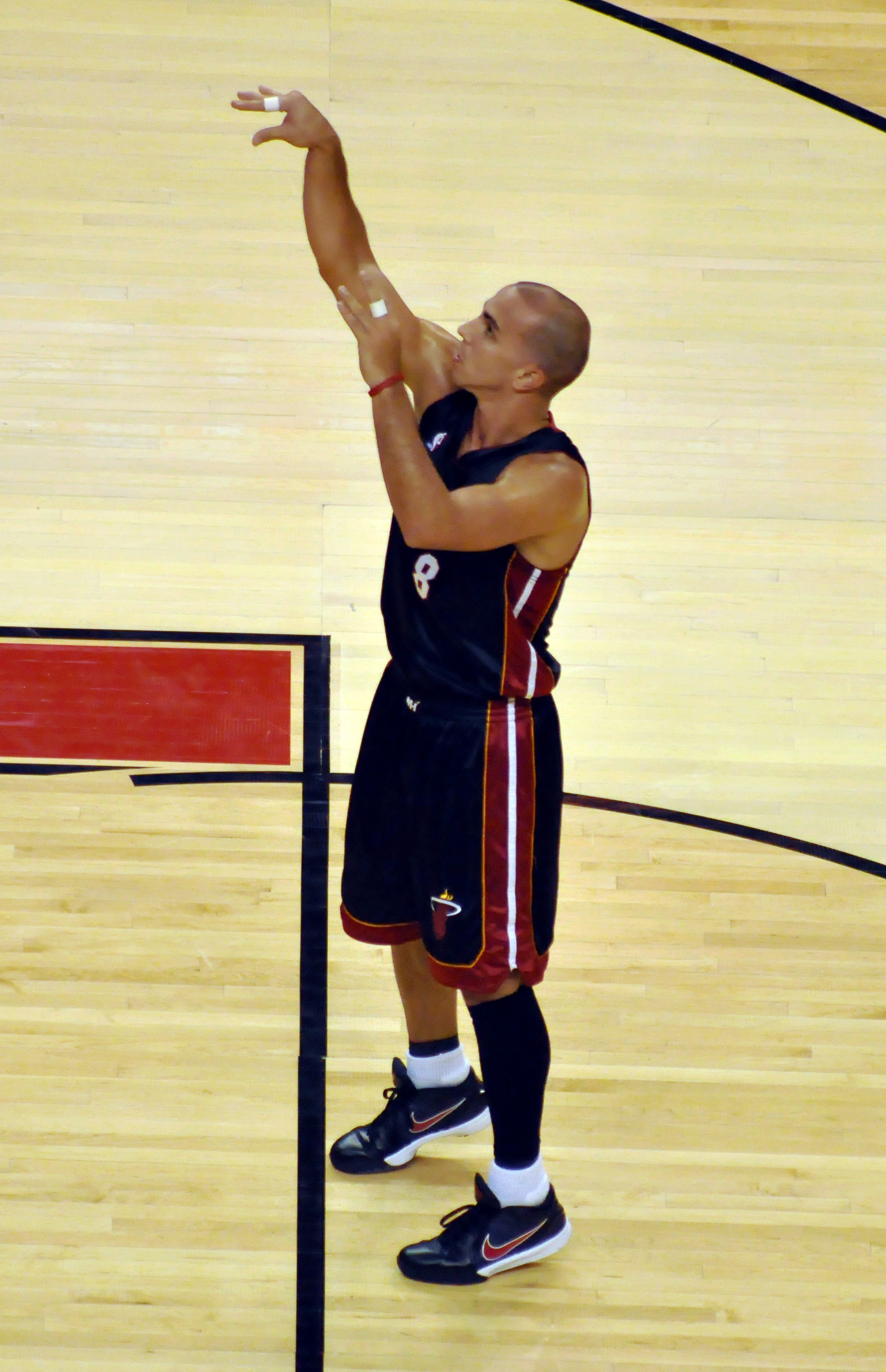
Арройо в составе «Майами Хит».

11 октября 2009 года Арройо подписал негарантированный однолетний контракт с «Майами Хит». В этот период игрока поселился в Пинкресте (Флорида) и принимал участие в тренировках команды вплоть до подписания. На следующий сезон Арройо получил гарантированный однолетний контракт. В рамках ротации разыгрывающих Арройо выходил на смену Марио Чалмерсу. 7 января 2010 года «Хит» подписали свободного агента-ветерана Рафера Элстона, после чего Арройо сел на скамейку запасных.
Однако после первых 25 матчей Элстон уступил место Арройо, который даже вернулся в стартовую пятерку. За оставшиеся два месяца сезона Арройо набирал в среднем 9 очков и отдавал 4,5 результативные передачи в среднем за матч. Он закончил сезон с соотношением 4,27-к-1 (результативные передачи к потерям), уступив в Ассоциации только Крису Полу. В первом раунде плей-офф против «Бостон Селтикс» Арройо набирал в среднем 6,8 очка и отдавал 2,2 передачи. Однако, в пяти матчах «Хит» проиграли.
По окончании сезона игрок стал свободным агентом. 21 июля 2010 года было объявлено о том, что он и «Хит» достигли соглашения на сезон 2010-11. Сезон Арройо начал как разыгрывающий основного состава. С присутствием в составе Леброна Джеймса и Арройо контроль мяча был отдан им двоим, а тренер Эрик Споэльстра призывал Арройо быть более активным в атаке. 6 декабря 2010 года Арройо удался великолепный матч, он попал 100 % бросков с игры (6-6 штрафных, 2-2 двухочковых и 2-2 трёхочковых), в итоге набрал 18 очков, совершил 2 подбора и только 1 потерю. Его результативность в матче была рекордной за последние два сезона.
22 января 2010 года Споэльстра заменил в основе Арройо на Марио Чалмерса. Сам тренер заявил: «Это не наказание Карлоса… это только то, что принесет пользу команде прямо сейчас». Хотя Арройо и Чалмерс обладали примерно одинаковой статистикой, последний обходил Карлоса по популярным показателям полезности (+/-). 1 марта 2011 года «Хит» начали обновление состава, место Арройо занял свободный агент Майк Бибби. В сезоне Арройо выходил в 42 матчах в стартовой пятёрке «Хит», в среднем за матч набирал 5,6 очка и отдавал 2 результативные передачи. Также он улучшил процент трёхочковых до лучших в карьере 43,8.

#### «Бостон Селтикс»
6 марта 2011 года Арройо заключил контракт на оставшуюся часть сезона с «Бостон Селтикс». Контракт был рассчитан как ветеранский минимум на уровне $1,2 млн. После того, как новость появилась, Арройо написал в своём аккаунте в Twitter: «В моей жизни появилась еще одна новая захватывающая возможность… Жду встречи с новыми одноклубниками!!».
За «Селтикс» Арройо дебютировал 9 марта 2011 года в домашнем матче против «Лос-Анджелес Клипперс». Он отметился 4 набранными очками (2 из 3), 3 подборами, 2 результативными передачами, одним перехватом за 15 минут на паркете. После игры тренер Док Риверс поздравил игрока с удачным дебютом, назвав его «феноменальным». Риверс был впечатлён тем, как Арройо вписался в команду, хотя никто ранее с ним не играл. Ветераны «Селтикс» Кевин Гарнетт и Пол Пирс также отметили вклад Арройо в командную игру. Однако после возвращения после травмы Делонте Уэста игровое время Арройо сократилось.
В первых матчах серии плей-офф против «Нью-Йорк Никс» тренер решил сделать ставку на «большого» Троя Мёрфи, а Арройо остался в запасе. Во втором раунде, где «Селтикс» встретились с «Майами Хит», Арройо вновь вернулся в команду и мог сыграть против бывшего клуба. Док Риверс сказал: «Он знает эту команду… Поэтому я думаю, он как-то нам поможет». Однако Арройо так и не вышел на площадку, а «Селтикс» уступили в пяти матчах.

#### «Бешикташ»
22 декабря 2011 года Арройо подписал контракт до конца сезона с турецким клубом «Бешикташ». Первым матчем стала игра против «Анадолу Эфеса» 31 декабря 2011 года. Арройо набрал 9 очков, совершил 5 подборов и отдал 3 результативные передачи за 22 минуты на паркете, а команда победила со счётом 83-76. Проведя всего месяц в Турции Арройо был приглашен на матч Всех Звёзд, который проходил в январе 2012 года. В матче он собрал коллекцию из 13 очков, 2 подборов и 13 результативных передач. Также на последней секунде игрок забил трёхочковый, а его команда одержала победу со счётом 140—139.
Когда сезон возобновился, Арройо повёл команду к чемпионству. По окончании сезона его статистика выглядела следующим образом — за 28,4 минуты игрок набирал 14 очков и отдавал 4,5 результативные передачи, а также атаковал с трёхочковой дистанции с процентом 47 %. В дальнейшем Арройо помог клубу выиграть Еврочеллендж, на турнире он набирал в среднем 10,7 очка и отдавал 3,6 передач. В июне 2012 года после победы над «Анадолу Эфесом» команда стал чемпионом Турции. Арройо набрал в матче 18 очков, совершил 5 подборов и отдал 8 передач.

#### «Галатасарай»
В 2013 году Арройо подписал контракт с другим турецким клубом, «Галатасараем». 25 февраля в матче против «Олин Эдирне» набрал 15 очков и отдал 7 результативных передач. 16 марта 2013 года в матче против БК «Мерсин» набрал 19 очков, совершил 3 подбора и отдал 6 передач. 26 марта 2013 года Арройо играл против бывшего клуба «Бешикташа», стал лучшим игроком своей команды с 17 очками, 5 подборами и 3 результативными передачами, а его команда одержала победу со счётом 76-72.
15 июня 2013 года после победы в финальной серии над «Банвитом», Арройо стал в составе «Галатасарая» чемпионом Турции. В финальном матче игрок набрал 15 очков и отдал 8 передач. Таким образом, Арройо за два сезона в Турции завоевал два чемпионства с разными клубами. Также после того, как в январе в команду перешёл Арройо, «Галатасарай» лишь один раз проиграл в первенстве.
10 июля 2013 года Арройо переподписал контракт с «Галатасараем», в контракте содержался пункт о возможности продления сотрудничества ещё на год. В июне 2014 года Арройо вновь привёл команду в финал, на этот раз «Галатасараю» противостоял «Фенербахче-Улкер». Серия продлилась все семь матчей. Также Арройо был выбран капитаном команда вместо Эндера Арслана.
14 августа 2014 года «Галатасарай» воспользовался преимущественным правом и предложил игроку продление контракта на сезон 2014-15.

### Международная карьера
После приглашения в НБА Арройо стал рассматриваться как первый разыгрывающий сборной Пуэрто-Рико. Во время открытия Летней Олимпиады 2004 года в Афинах, Арройо нёс флаг национальной сборной, а также выступал за сборную Пуэрто-Рико. На турнире в средне за матч набирал 18 очков, а в победном матче против сборной США, который окончился со счётом 92-73, игрок набрал 25 очков, отдал 7 передач и совершил 4 перехвата. Был выбран в символическую сборную турнира.
На чемпионате мира 2006 года Арройо набирал в среднем 21,2 очка, совершал 4,6 подбора и отдавал 5,2 передачи. Всего сборная провела на турнире пять матчей. На турнире занял четвёртое место по набранным за игру очкам вместе с другим участником сборной Пуэрто-Рико Ларри Аюсо. Арройо также выступал на квалификационном турнире к Олимпиаде 2008 года, однако из-за травмы ноги не играл в полуфинале и финале. На турнире Центробаскет 2010 года Арройо сменил амплуа и стал атакующим защитником, тогда как разыгрывающим стал Бареа. Сборная Пуэрто-Рико выиграла групповой турнир, в полуфинале победила команду Панамы, а в финале обыграла Доминиканскую Республику и завоевала золотые медали. Арройо в среднем отдавал 6,3 передачи и лидировал на турнире по количеству набранных очков (19,3), а также был включен в первую сборную турнира. Кроме того, игрок стал MVP турнира.

## Статистика

### Статистика в НБА
| Сезон   | Команда | Регулярный сезон | Регулярный сезон          | Регулярный сезон         | Регулярный сезон         | Регулярный сезон                      | Регулярный сезон                   | Регулярный сезон            | Регулярный сезон           | Регулярный сезон              | Регулярный сезон              | Регулярный сезон         | Серия плей-офф  | Серия плей-офф            | Серия плей-офф           | Серия плей-офф           | Серия плей-офф                        | Серия плей-офф                     | Серия плей-офф              | Серия плей-офф             | Серия плей-офф                | Серия плей-офф                | Серия плей-офф           |
| Сезон   | Команда | Сыгранные матчи  | Матчи в стартовой пятёрке | Количество минут за игру | Процент попаданий с игры | Процент попадания трёхочковых бросков | Процент попадания штрафных бросков | Количество подборов за игру | Количество передач за игру | Количество перехватов за игру | Количество блок-шотов за игру | Количество очков за игру | Сыгранные матчи | Матчи в стартовой пятёрке | Количество минут за игру | Процент попаданий с игры | Процент попадания трёхочковых бросков | Процент попадания штрафных бросков | Количество подборов за игру | Количество передач за игру | Количество перехватов за игру | Количество блок-шотов за игру | Количество очков за игру |
| ------- | ------- | ---------------- | ------------------------- | ------------------------ | ------------------------ | ------------------------------------- | ---------------------------------- | --------------------------- | -------------------------- | ----------------------------- | ----------------------------- | ------------------------ | --------------- | ------------------------- | ------------------------ | ------------------------ | ------------------------------------- | ---------------------------------- | --------------------------- | -------------------------- | ----------------------------- | ----------------------------- | ------------------------ |
| 2001/02 | Торонто | 17               | 0                         | 5,6                      | 44,8                     | 0,0                                   | 66,7                               | 0,7                         | 1,2                        | 0,4                           | 0,0                           | 1,8                      | Не участвовал   | Не участвовал             | Не участвовал            | Не участвовал            | Не участвовал                         | Не участвовал                      | Не участвовал               | Не участвовал              | Не участвовал                 | Не участвовал                 | Не участвовал            |
| 2001/02 | Денвер  | 20               | 1                         | 13,8                     | 43,9                     | 0,0                                   | 75,0                               | 1,4                         | 2,5                        | 0,3                           | 0,1                           | 4,1                      | Не участвовал   | Не участвовал             | Не участвовал            | Не участвовал            | Не участвовал                         | Не участвовал                      | Не участвовал               | Не участвовал              | Не участвовал                 | Не участвовал                 | Не участвовал            |
| 2002/03 | Юта     | 44               | 0                         | 6,5                      | 45,9                     | 42,9                                  | 81,8                               | 0,6                         | 1,2                        | 0,3                           | 0,0                           | 2,8                      | 3               | 0                         | 9,0                      | 33,3                     | 0,0                                   | 75,0                               | 0,7                         | 1,7                        | 0,0                           | 0,0                           | 3,0                      |
| 2003/04 | Юта     | 71               | 71                        | 28,3                     | 44,1                     | 32,5                                  | 80,4                               | 2,6                         | 5,0                        | 0,9                           | 0,1                           | 12,6                     | Не участвовал   | Не участвовал             | Не участвовал            | Не участвовал            | Не участвовал                         | Не участвовал                      | Не участвовал               | Не участвовал              | Не участвовал                 | Не участвовал                 | Не участвовал            |
| 2004/05 | Юта     | 30               | 16                        | 24,7                     | 40,1                     | 38,9                                  | 84,1                               | 1,5                         | 5,1                        | 0,7                           | 0,1                           | 8,2                      | Не участвовал   | Не участвовал             | Не участвовал            | Не участвовал            | Не участвовал                         | Не участвовал                      | Не участвовал               | Не участвовал              | Не участвовал                 | Не участвовал                 | Не участвовал            |
| 2004/05 | Детройт | 40               | 0                         | 17,7                     | 37,6                     | 8,3                                   | 76,7                               | 1,5                         | 3,2                        | 0,6                           | 0,0                           | 5,4                      | 19              | 0                         | 7,9                      | 35,6                     | 0,0                                   | 66,7                               | 0,5                         | 2,1                        | 0,2                           | 0,1                           | 2,1                      |
| 2005/06 | Детройт | 50               | 0                         | 12,0                     | 36,3                     | 33,3                                  | 72,4                               | 1,4                         | 3,1                        | 0,4                           | 0,1                           | 3,2                      | Не участвовал   | Не участвовал             | Не участвовал            | Не участвовал            | Не участвовал                         | Не участвовал                      | Не участвовал               | Не участвовал              | Не участвовал                 | Не участвовал                 | Не участвовал            |
| 2005/06 | Орландо | 27               | 0                         | 22,0                     | 50,2                     | 35,7                                  | 81,0                               | 2,2                         | 2,9                        | 0,7                           | 0,0                           | 10,8                     | Не участвовал   | Не участвовал             | Не участвовал            | Не участвовал            | Не участвовал                         | Не участвовал                      | Не участвовал               | Не участвовал              | Не участвовал                 | Не участвовал                 | Не участвовал            |
| 2006/07 | Орландо | 72               | 5                         | 18,1                     | 42,5                     | 27,5                                  | 79,5                               | 1,9                         | 2,8                        | 0,5                           | 0,0                           | 7,7                      | 3               | 0                         | 13,4                     | 35,7                     | 0,0                                   | 100,0                              | 1,7                         | 2,0                        | 0,3                           | 0,0                           | 4,0                      |
| 2007/08 | Орландо | 62               | 20                        | 20,5                     | 45,1                     | 34,5                                  | 85,3                               | 1,8                         | 3,5                        | 0,4                           | 0,0                           | 6,9                      | 4               | 0                         | 7,5                      | 50,0                     | 0,0                                   | 100,0                              | 0,5                         | 1,0                        | 0,0                           | 0,0                           | 1,5                      |
| 2009/10 | Майами  | 72               | 35                        | 22,0                     | 47,5                     | 28,0                                  | 84,4                               | 1,8                         | 3,1                        | 0,5                           | 0,1                           | 6,1                      | 5               | 5                         | 22,9                     | 46,2                     | 0,0                                   | 100,0                              | 1,8                         | 2,2                        | 0,6                           | 0,0                           | 5,2                      |
| 2010/11 | Майами  | 49               | 42                        | 20,3                     | 45,8                     | 43,8                                  | 80,0                               | 1,6                         | 2,0                        | 0,3                           | 0,0                           | 5,6                      | Не участвовал   | Не участвовал             | Не участвовал            | Не участвовал            | Не участвовал                         | Не участвовал                      | Не участвовал               | Не участвовал              | Не участвовал                 | Не участвовал                 | Не участвовал            |
| 2010/11 | Бостон  | 15               | 1                         | 12,7                     | 31,4                     | 60,0                                  | 91,7                               | 1,5                         | 1,7                        | 0,5                           | 0,0                           | 2,4                      | Не участвовал   | Не участвовал             | Не участвовал            | Не участвовал            | Не участвовал                         | Не участвовал                      | Не участвовал               | Не участвовал              | Не участвовал                 | Не участвовал                 | Не участвовал            |
|         | Всего   | 569              | 191                       | 18,7                     | 43,8                     | 33,8                                  | 80,6                               | 1,7                         | 3,1                        | 0,5                           | 0,0                           | 6,6                      | 34              | 5                         | 10,6                     | 38,8                     | 0,0                                   | 77,3                               | 0,8                         | 1,9                        | 0,2                           | 0,1                           | 2,7                      |

### Статистика в других лигах
| Сезон                                                                                   | Команда                 | Лига                  | GP  | GS  | MPG  | FG%  | 3P%  | FT%   | RPG | APG  | SPG | BPG | PPG  |  |
| 2001/02                                                                                 | Баскония                | Евролига              | 3   | 0   | 15,1 | 55,0 | 20,0 | 100,0 | 1,0 | 2,3  | 0,3 | 0,0 | 9,7  |  |
| 2008/09                                                                                 | Маккаби (Тель-Авив)     | Евролига              | 15  | 15  | 33,6 | 39,3 | 29,3 | 86,7  | 2,7 | 4,1  | 1,3 | 0,1 | 14,6 |  |
| 2011/12                                                                                 | Все клубы               | Все лиги              | 35  | 30  | 30,7 | 39,2 | 40,9 | 83,3  | 2,3 | 4,1  | 0,7 | 0,0 | 13,6 |  |
| 2011/12                                                                                 | Бешикташ                | Чемпионат Турции      | 26  | 21  | 31,4 | 40,8 | 43,6 | 85,2  | 2,4 | 4,3  | 0,7 | 0,0 | 14,6 |  |
| 2011/12                                                                                 | Бешикташ                | Кубок вызова          | 9   | 9   | 28,6 | 34,4 | 30,8 | 75,9  | 2,0 | 3,6  | 0,6 | 0,0 | 10,7 |  |
| 2012/13                                                                                 | Все клубы               | Все лиги              | 32  | 29  | 28,8 | 44,4 | 44,4 | 77,5  | 2,9 | 4,4  | 0,7 | 0,0 | 13,2 |  |
| 2012/13                                                                                 | Галатасарай             | Чемпионат Турции      | 27  | 25  | 28,9 | 44,9 | 42,7 | 77,5  | 2,9 | 4,3  | 0,7 | 0,0 | 13,3 |  |
| 2012/13                                                                                 | Галатасарай             | Кубок Европы          | 5   | 4   | 28,1 | 42,0 | 52,0 | 77,8  | 3,0 | 4,8  | 0,4 | 0,0 | 12,4 |  |
| 2013/14                                                                                 | Все клубы               | Все лиги              | 63  | 61  | 30,2 | 40,6 | 35,1 | 85,4  | 2,0 | 5,1  | 0,6 | 0,0 | 12,8 |  |
| 2013/14                                                                                 | Галатасарай             | Чемпионат Турции      | 38  | 36  | 29,3 | 39,6 | 35,5 | 85,3  | 2,0 | 4,8  | 0,7 | 0,0 | 12,2 |  |
| 2013/14                                                                                 | Галатасарай             | Евролига              | 25  | 25  | 31,7 | 41,8 | 34,6 | 85,5  | 2,0 | 5,6  | 0,4 | 0,0 | 13,7 |  |
| 2014/15                                                                                 | Все клубы               | Все лиги              | 72  | 71  | 31,2 | 42,7 | 37,7 | 82,1  | 2,5 | 5,7  | 0,6 | 0,0 | 16,0 |  |
| 2014/15                                                                                 | Галатасарай             | Чемпионат Турции      | 17  | 16  | 30,1 | 43,2 | 41,7 | 94,4  | 1,8 | 5,0  | 0,5 | 0,0 | 15,5 |  |
| 2014/15                                                                                 | Галатасарай             | Евролига              | 15  | 15  | 29,4 | 38,4 | 34,6 | 82,4  | 1,7 | 4,3  | 0,5 | 0,0 | 12,5 |  |
| 2014/15                                                                                 | Кангрехерос де Сантурсе | Чемпионат Пуэрто-Рико | 40  | 40  | 32,3 | 43,8 | 37,3 | 77,4  | 3,2 | 6,5  | 0,7 | 0,1 | 17,4 |  |
| 2015/16                                                                                 | Все клубы               | Все лиги              | 56  | 10  | 15,6 | 38,4 | 37,4 | 85,1  | 1,2 | 2,4  | 0,5 | 0,0 | 5,7  |  |
| 2015/16                                                                                 | Барселона               | Чемпионат Испании     | 33  | 8   | 15,5 | 39,3 | 35,4 | 87,5  | 1,0 | 2,5  | 0,5 | 0,0 | 5,5  |  |
| 2015/16                                                                                 | Барселона               | Евролига              | 22  | 2   | 15,8 | 37,3 | 41,3 | 82,6  | 1,6 | 2,4  | 0,5 | 0,0 | 6,0  |  |
| 2015/16                                                                                 | Барселона               | Кубок Испании         | 1   | 0   | 14,3 | 33,3 | 0,0  | 0,0   | 0,0 | 0,0  | 0,0 | 0,0 | 4,0  |  |
| 2016/17                                                                                 | Все клубы               | Все лиги              | 48  | 48  | 30,9 | 41,2 | 35,6 | 80,6  | 2,3 | 7,5  | 0,7 | 0,1 | 15,8 |  |
| 2016/17                                                                                 | Леонес де Понсе         | Лига ФИБА Америка     | 8   | 8   | 33,9 | 40,8 | 45,2 | 84,8  | 2,3 | 8,5  | 1,3 | 0,0 | 16,4 |  |
| 2016/17                                                                                 | Каридурос де Фахардо    | Чемпионат Пуэрто-Рико | 40  | 40  | 30,3 | 41,2 | 33,8 | 79,8  | 2,4 | 7,3  | 0,6 | 0,1 | 15,7 |  |
| 2017/18                                                                                 | Каридурос де Фахардо    | Чемпионат Пуэрто-Рико | 43  | 43  | 33,1 | 40,8 | 36,6 | 85,8  | 2,7 | 7,5  | 0,9 | 0,0 | 16,5 |  |
| 2018/19                                                                                 | Все клубы               | Все лиги              | 22  | 21  | 30,8 | 37,7 | 26,8 | 81,7  | 2,9 | 10,6 | 0,8 | 0,0 | 11,2 |  |
| 2018/19                                                                                 | Леонес де Понсе         | Чемпионат Пуэрто-Рико | 19  | 18  | 30,2 | 32,9 | 22,6 | 85,5  | 2,9 | 10,6 | 0,7 | 0,1 | 9,6  |  |
| 2018/19                                                                                 | Леонес де Понсе         | Лига ФИБА Америка     | 3   | 3   | 34,2 | 59,5 | 53,8 | 70,0  | 2,7 | 10,7 | 1,0 | 0,0 | 21,7 |  |
|                                                                                         |                         | Всего                 | 389 | 328 | 28,7 | 41,1 | 36,6 | 83,1  | 2,3 | 5,5  | 0,7 | 0,0 | 13,2 |  |
| Наведите курсор мыши на аббревиатуры в заголовке таблицы, чтобы прочесть их расшифровку |                         |                       |     |     |      |      |      |       |     |      |     |     |      |  |

## Карьера музыканта
Заинтересовавшись реггетоном, Карлос Арройо основал собственную студию и зарегистрировал лейбл Arroyo Hit Music, а в 2009 году начал музыкальную карьеру. В 2009 он записал сингл «Oculto Secreto», а в 2010 — «Se Va Conmigo». Последнюю песню он записал вместе с Yomo. После этого он решил выпустить ремикс «Queen of Reggaeton» вместе с Ivy Queen. Оригинальная версия с Yomo поднималась на 45 место в чарте Billboard Latin Digital Songs, 26 место в чарте Billboard Latin Rhythm Airplay и 13 место в чарте Billboard Latin Rhythm Digital Songs.
Также у Арройо есть собственная музыкальная композиция, которая проигрывается в Американ Эйрлайнс-арена, которая называется «Fiesta de Pilito» (исполнитель — Эль Гран Комбо).
При работе над песней «Imaginarme» Арройо также сотрудничал с Probly Pablo.

## Личная жизнь
Карлос Арройо родился и вырос в Фахардо, Пуэрто-Рико. У него есть брат-близнец Альберто. Его двоюродный брат, выходец из Пуэрто-Рико, актёр Бенисио Дель Торо является обладателем «Оскара». После окончания школы в Фахардо, Карлос Арройо переехал жить во Флориду, так как это было ближайшее от Пуэрто-Рико место в США, где он мог трудоустроиться. Там же он встретил жену, Ксиомару Эскобар, которая родила Карлосу двух дочерей: Габриэллу (род. 2005) и Даниэлу (род. 2010). 2 ноября 2007 года Карлос пропустил две игры «Орландо Мэджик», так как экстренно уехал в Пуэрто-Рико из-за болезни дочери. Бабушка игрока заболела раком, после чего он начал принимать участие в мероприятиях для больных раком детей.

## Дискография

### Синглы
- 2009: «Oculto Secreto»
- 2010: «Se Va Conmigo» (feat. Yomo)
- 2010: «Se Va Conmigo» (ремикс) (Feat. Ivy Queen)
- 2011: «Bailemos En La Luna»
- 2011: «Imaginarme» (Probly Pablo feat. Карлос Арройо)
- 2011: «Estamos Ready» (Ali feat. Карлос Арройо)